# Список фіналів Ліги конференцій УЄФА
Ліга конференцій УЄФА — щорічний європейський футбольний турнір, заснований 2021 року. Ліга конференцій є третім за значенням клубний турнір під егідою УЄФА після Ліги чемпіонів та Ліги Європи.
З часу заснування, було проведено 4 турніри, переможцями яких ставали чотири різні футбольні клуби з трьох країн. Чинним переможцем турніру (сезон 2024–2025) є англійський клуб «Челсі».

## Список фіналів
| Сезон     | Переможець       | Рахунок  | Фіналіст   | Стадіон                  | Глядачі | Дата           | Прим. |
| --------- | ---------------- | -------- | ---------- | ------------------------ | ------- | -------------- | ----- |
| 2021–2022 | Рома             | 1:0      | Феєнорд    | Арена Комбетаре, Тирана  | 19 597  | 25 травня 2022 | [ 1 ] |
| 2022–2023 | Вест Гем Юнайтед | 2:1      | Фіорентіна | Фортуна Арена, Прага     | 17 363  | 7 червня 2023  | [ 2 ] |
| 2023–2024 | Олімпіакос       | 1:0 (дч) | Фіорентіна | Ая-Софія, Афіни          | 26 842  | 29 травня 2024 | [ 3 ] |
| 2024–2025 | Челсі            | 4:1      | Реал Бетіс | Міський стадіон, Вроцлав | 39 754  | 28 травня 2025 | [ 4 ] |

## Статистика
| Клуб             | Переможець | Фіналіст | Роки фіналів |
| ---------------- | ---------- | -------- | ------------ |
| Рома             | 1          | 0        | 2022         |
| Вест Гем Юнайтед | 1          | 0        | 2023         |
| Олімпіакос       | 1          | 0        | 2024         |
| Челсі            | 1          | 0        | 2025         |
| Фіорентіна       | 0          | 2        | 2023, 2024   |
| Феєнорд          | 0          | 1        | 2022         |
| Реал Бетіс       | 0          | 1        | 2025         |